# 29307 Torbernbergman
29307 Torbernbergman (tên chỉ định: 1993 TB39) là một tiểu hành tinh vành đai chính. Nó được phát hiện bởi Eric Walter Elst ở Đài thiên văn La Silla ở Chile ngày 9 tháng 10 năm 1993. Nó được đặt theo tên Torbern Bergman, a Swedish chemist và mineralogist of the 18th century.